# Данска на Светском првенству у атлетици на отвореном 2017.
Данска је учествовала на 16. Светском првенству у атлетици на отвореном 2017. одржаном у Лондону од 4. до 13. августа шеснаести пут, односно учествовала је на свим првенствима до данас. Репрезентацију Данске представљало је 4 атлетичара (2 мушкарца и 2 жене), који су се такмичили у 4 дисциплине (2 мушке и 2 женске).,
На овом првенству атлетичари Данске нису освојили ниједну медаљу, а оборен је један лични рекорд.

## Учесници
| Мушкарци: - Абди Хакин Улад — Маратон - Оле Хеселбјерг — 3.000 м препреке | Жене: - Сара Слот Петерсен — 400 м препоне - Ана Емили Мелер — 3.000 м препреке |

## Резултати

### Мушкарци
| Атлетичар       | Дисциплина       | Лични рекорд | Квалификације | Квалификације | Полуфинале | Полуфинале | Финале               | Финале        | Детаљи |
| Атлетичар       | Дисциплина       | Лични рекорд | Резултат      | Место         | Резултат   | Место      | Резултат             | Место         | Детаљи |
| --------------- | ---------------- | ------------ | ------------- | ------------- | ---------- | ---------- | -------------------- | ------------- | ------ |
| Абди Хакин Улад | Маратон          | 2:14:03      |               |               |            |            | 2:14:22              | 13 / 71 (100) |        |
| Оле Хеселбјерг  | 3.000 м препреке | 8:27,89      | 8:27,86       | 8. у гр. 1    |            |            | Није се квалификовао | 18 / 44 (45)  |        |

### Жене
| Атлетичарка     | Дисциплина       | Лични рекорд | Квалификације | Квалификације | Полуфинале | Полуфинале | Финале                | Финале      | Детаљи |
| Атлетичарка     | Дисциплина       | Лични рекорд | Резултат      | Место         | Резултат   | Место      | Резултат              | Место       | Детаљи |
| --------------- | ---------------- | ------------ | ------------- | ------------- | ---------- | ---------- | --------------------- | ----------- | ------ |
| Сара Петерсен   | 400 м препоне    | 53,55 НР     | 55,23 КВ      | 2. у гр. 2    | 55,45      | 4. у гр. 2 | Нису се квалификовале | 9 /39       |        |
| Ана Емили Мелер | 3.000 м препреке | 9:32,68 НР   | 9:44,12       | 8. у гр. 2    |            |            | Нису се квалификовале | 21 /40 (42) |        |